# 1574
1574 (MDLXXIV) var ett normalår som började en fredag i den julianska kalendern.

## Händelser

### September
- September – En sammansvärjning mot Johan III avslöjas i Sverige.

### November
- 22 november – Juan Fernández upptäcker Juan Fernández-öarna och gör anspråk på dem för Spanien.[1]

### December
- December – Laurentius Petri Gothus utnämns av kungen till ärkebiskop.

### Okänt datum
- Erik XIV förs till Örbyhus slott.
- Martin Luthers lilla katekes översätts till finska av Paul Juusten.
- Malmfyndigheterna vid den så kallade Bondestöten vid Kopparberget i Falun börjar exploateras.
- Johan III tar formellt över förvaltningen av brodern Magnus hertigdöme, eftersom denne är sinnessjuk.

## Födda
- 4 mars – Carl Carlsson Gyllenhielm, svensk friherre, fältmarskalk, riksråd och ståthållare, riksamiral 1620–1650, frilloson till Karl IX och Karin Nilsdotter.
- 6 maj – Innocentius X, född Giovanni Battista Pamphili, påve 1644–1655.
- 12 december – Anna av Danmark, drottning av Skottland 1589–1619 och av England 1603–1619 (gift med Jakob VI/I)

## Avlidna
- 4 mars – Anna II av Stolberg, tysk abbedissa och regerand furstinna av Quedlinburg.
- 30 maj – Karl IX, kung av Frankrike sedan 1560.
- 1 oktober – Maarten Jacobsz van Heemskerck, nederländsk konstnär.
- Hans Eworth, flamländsk konstnär.

### Fotnoter
1. ↑  World Statesmen (läst 3 april 2011)